# Санта-Крус (кантон, Коста-Рика)
Санта-Крус (исп. Santa Cruz) — кантон в провинции Гуанакасте Коста-Рики.

## География
Находится на западе провинции. Омывается водами Тихого океана на западе. Административный центр — Санта-Крус.

## Округа
Кантон разделён на 9 округов:
1. Санта-Крус
2. Больсон
3. Вейнтисьете-де-Абриль
4. Темпате
5. Картахена
6. Куахиникиль
7. Дирия
8. Кабо-Велас
9. Тамариндо